# Polyphaenis alliacea
Polyphaenis alliacea là một loài bướm đêm trong họ Noctuidae.